# Beryl

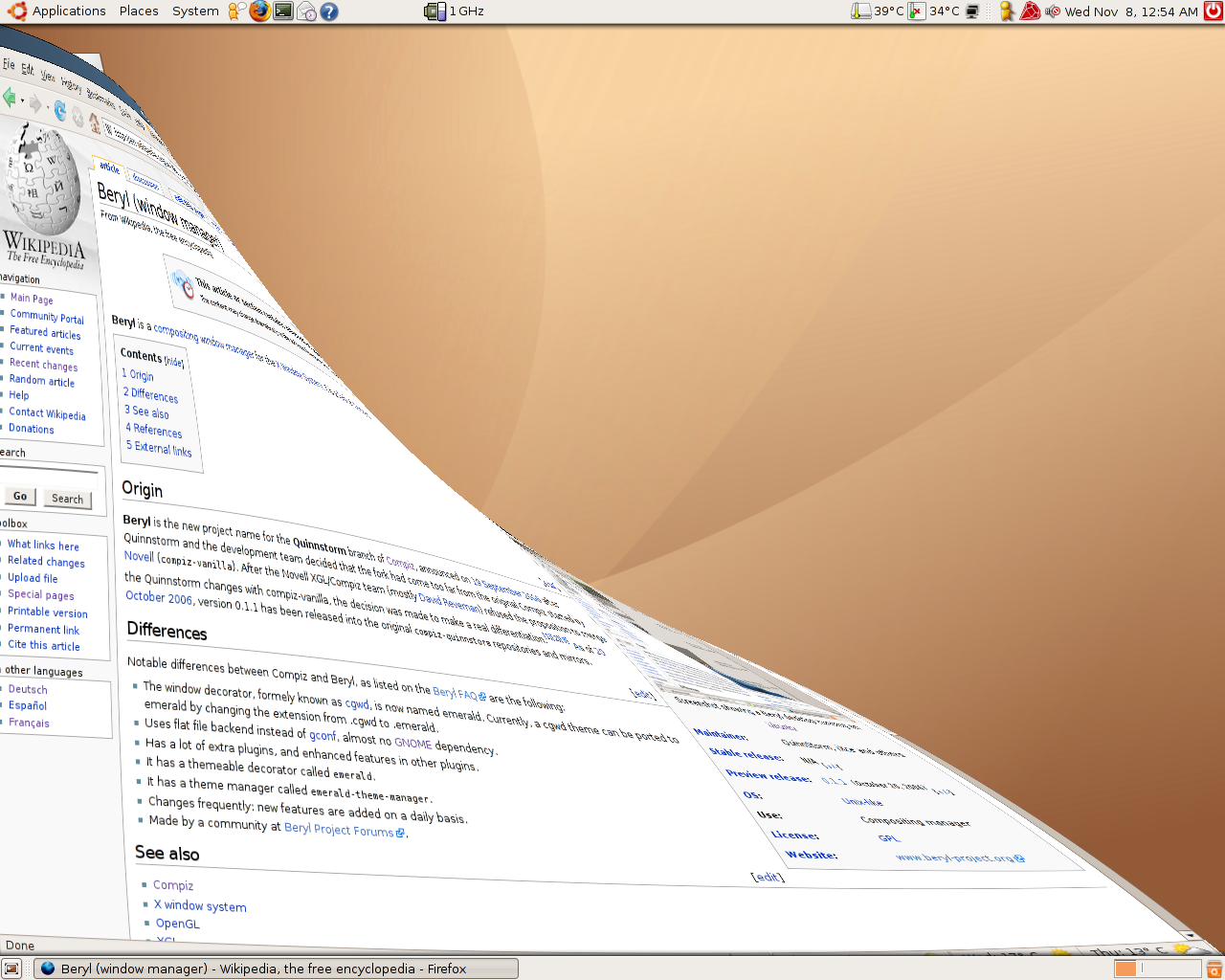
Skärmdump som visar Beryl på Ubuntu, där användaren drar i ett maximerat fönster för att visa skrivbordet.

Beryl var en fönster- och kompositionshanterare för X Window System som kan användas i bland annat GNU/Linux och FreeBSD. Projektet har ersatts av Compiz Fusion. Beryl var ett nytt projektnamn för en tidigare förgrening av Compiz- Compiz-Quinnstorm, och alltså en fork på Compiz. Precis som Compiz bygger Beryl, och dess ersättare Compiz-Fusion,  på 3D-accelerering med hjälp av OpenGL, vilket gör att skrivbordsgrafiken ritas av 3D-kortet och möjliggör diverse grafiska specialeffekter, bland annat att byta skrivbordsyta genom att vrida på en roterande, tredimensionell kub.
Den 29 september 2006 släpptes den första versionen 0.1.0 till speglar och förråd, och den senaste versionen är nu 0.2.1 som släpptes den 18 mars 2007. Beryl har varit inaktiv som eget projekt sedan slutet av år 2007.
Till skillnad från hos traditionella fönsterhanterare ritas fönsterkanterna av en separat process, kallad window decorator, fönsterdekoratör. Fönsterdekoren i Beryl ritas som standard av emerald, som är en fork av en tidigare fönsterdekoratör för Compiz som hette cgwd. Det finns också två ytterligare fönsterdekoratörer till Beryl; Heliodor (en fork av Compiz gnome-window-decorator) som stödjer Metacity-teman, och Aquamarine som har stöd för KWin-teman.